# برج اچ‌اچ‌اچ‌آر
برج اچ‌اچ‌اچ‌آر یک مجتمع مسکونی واقع در دبی، امارات، امارات متحده عربی می‌باشد. ساخت و ساز این ساختمان ۲۰۰۶ شروع شد و ۲۰۱۰ به پایان رسید. تعداد طبقاتش ۷۲ است.